# مزاحم (فیلم ۱۹۳۳)
مزاحم (انگلیسی: The Intruder) یک فیلم به کارگردانی آلبر ری است که در سال ۱۹۳۳ منتشر شد. از بازیگران آن می‌توان به مونته بلو و لی‌لا لی اشاره کرد.